# Анелев (Великопольське воєводство)
Анелев (пол. Anielew) — село в Польщі, у гміні Крамськ Конінського повіту Великопольського воєводства.
Населення — 87 осіб (2011).
У 1975-1998 роках село належало до Конінського воєводства.

## Демографія
Демографічна структура станом на 31 березня 2011 року:
|          | Загалом | Допрацездатний вік | Працездатний вік | Постпрацездатний вік |
| -------- | ------- | ------------------ | ---------------- | -------------------- |
| Чоловіки | 46      | 10                 | 31               | 5                    |
| Жінки    | 41      | 8                  | 23               | 10                   |
| Разом    | 87      | 18                 | 54               | 15                   |